# Spottiswoode
Spottiswoode ist ein englischer Familienname.

## Namensträger
- Claire Spottiswoode, südafrikanische Ornithologin, Evolutionsbiologin und Naturschützerin
- John Spottiswoode (1565–1639), schottischer Erzbischof von St. Andrews
- Roger Spottiswoode (* 1945), US-amerikanischer Filmregisseur
- William Spottiswoode (1825–1883), britischer Mathematiker und Physiker